# Copa Argentina de Básquet 2003
La Copa Argentina de Básquet de 2003 fue la segunda edición del torneo de pretemporada oficial organizado por la Asociación de Clubes y que unía a los equipos de la Liga Nacional con los del Torneo Nacional, las dos máximas divisiones del deporte en la nación.
El campeón defensor, Boca Juniors repitió el título en el cuadrangular final disputado en el Polideportivo Carlos Cerutti de Córdoba, casa de Atenas.

## Equipos participantes
| Liga Nacional 2003-04 | Liga Nacional 2003-04 |
| Equipo                | Ciudad                |
| --------------------- | --------------------- |
| Argentino             | Junín                 |
| Atenas                | Córdoba               |
| Belgrano              | San Nicolás           |
| Ben Hur               | Rafaela               |
| Boca Juniors          | Buenos Aires          |
| Central Entrerriano   | Gualeguaychú          |
| Estudiantes           | Olavarría             |
| Ferro Carril Oeste    | Buenos Aires          |
| Gimnasia y Esgrima    | La Plata              |
| Gimnasia y Esgrima    | Comodoro Rivadavia    |
| Libertad              | Sunchales             |
| Obras Sanitarias      | Buenos Aires          |
| Peñarol               | Mar del Plata         |
| Pico FC               | General Pico          |
| Quilmes               | Mar del Plata         |
| Regatas               | San Nicolás           |

| TNA 2003-04        | TNA 2003-04         |
| Equipo             | Ciudad              |
| ------------------ | ------------------- |
| Andino SC          | La Rioja            |
| Asociación Mitre   | Tucumán             |
| Ciclista Juninense | Junín               |
| Conarpesa          | Puerto Madryn       |
| Echagüe            | Paraná              |
| El Nacional        | Bahía Blanca        |
| Estudiantes        | Bahía Blanca        |
| Independiente      | General Pico        |
| La Unión           | Colón               |
| Olimpia Mami       | Venado Tuerto       |
| Quilmes AC         | Quilmes             |
| Quimsa             | Santiago del Estero |
| Regatas Corrientes | Corrientes          |
| River Plate        | Buenos Aires        |
| Sionista           | Paraná              |
| Tucumán Basketball | Tucumán             |

## Formato de competencia
Play offs
Primera fase: Los treinta y dos equipos se agruparon en parejas, donde los equipos se enfrentaron en modo de play-offs en la sede del equipo de la menor categoría. Resultó ganador de la serie aquel equipo que hubiese conseguido en la suma de ambos partidos la mayor cantidad de puntos a favor. Los dieciséis ganadores avanzaron de fase, los perdedores dejaron de participar.
Segunda fase: Los dieciséis equipos participantes se emparejaron y disputaron duelos de ida y vuelta. Nuevamente, resultó ganador de la serie aquel equipo que hubiese conseguido en la suma de ambos partidos la mayor cantidad de puntos a favor. Los ocho ganadores avanzaron de fase, los perdedores dejaron de participar.
Tercera fase: Los ocho equipos participantes, se emparejaron y disputaron duelos de ida y vuelta. Nuevamente, resultó ganador de la serie aquel equipo que hubiese conseguido en la suma de ambos partidos la mayor cantidad de puntos a favor. Los cuatro ganadores avanzaron al cuadrangular final, los perdedores dejaron de participar.
Cuadrangular final
El cuadrangular final se disputó todos contra todos en tres días, entre el 26 y 28 de septiembre y en sede única, el Polideportivo Carlos Cerutti de Córdoba. El mejor equipo se consagró campeón.

## Ronda clasificatoria

### Llave 1
|  | Cuartos de final     | Cuartos de final     | Cuartos de final     |    |               | Semifinales            | Semifinales            | Semifinales            |  |  | Final                 | Final                 | Final                 |
|  | 4 al 6 de septiembre | 4 al 6 de septiembre | 4 al 6 de septiembre |    |               | 11 al 14 de septiembre | 11 al 14 de septiembre | 11 al 14 de septiembre |  |  | 20 y 22 de septiembre | 20 y 22 de septiembre | 20 y 22 de septiembre |
|  |                      |                      |                      |    |               |                        |                        |                        |  |  |                       |                       |                       |
|  | Tucumán BB           | 70                   | 78                   |    |               |                        |                        |                        |  |  |                       |                       |                       |
|  | Atenas               | 87                   | 75                   |    |               |                        |                        |                        |  |  |                       |                       |                       |
|  | Atenas               | 87                   | 75                   |    | Atenas        | 85                     | 99                     |                        |  |  |                       |                       |                       |
|  |                      |                      |                      |    | Atenas        | 85                     | 99                     |                        |  |  |                       |                       |                       |
|  |                      | La Unión (C)         | 79                   | 68 |               |                        |                        |                        |  |  |                       |                       |                       |
|  | La Unión (C)         | La Unión (C)         | 79                   | 68 | 74            | 83                     |                        |                        |  |  |                       |                       |                       |
|  | La Unión (C)         |                      |                      |    | 74            | 83                     |                        |                        |  |  |                       |                       |                       |
|  | Central Entrerriano  | 79                   | 61                   |    |               |                        |                        |                        |  |  |                       |                       |                       |
|  |                      |                      |                      |    |               |                        |                        |                        |  |  | Atenas                | 69                    | 87                    |
|  |                      |                      | Regatas (SN)         | 66 | 68            |                        |                        |                        |  |  |                       |                       |                       |
|  | Regatas Corrientes   | 63                   | 72                   |    |               |                        |                        |                        |  |  |                       |                       |                       |
|  | Belgrano (SN)        | 79                   | 69                   |    |               |                        |                        |                        |  |  |                       |                       |                       |
|  | Belgrano (SN)        | 79                   | 69                   |    | Belgrano (SN) | 81                     | 70                     |                        |  |  |                       |                       |                       |
|  |                      |                      |                      |    | Belgrano (SN) | 81                     | 70                     |                        |  |  |                       |                       |                       |
|  |                      | Regatas (SN)         | 88                   | 72 |               |                        |                        |                        |  |  |                       |                       |                       |
|  | Andino SC            | Regatas (SN)         | 88                   | 72 | 79            | 61                     |                        |                        |  |  |                       |                       |                       |
|  | Andino SC            |                      |                      |    | 79            | 61                     |                        |                        |  |  |                       |                       |                       |
|  | Regatas (SN)         | 88                   | 96                   |    |               |                        |                        |                        |  |  |                       |                       |                       |

Nota: el equipo ubicado en la primera línea ejerció la localía en el segundo partido. En la primera fase fue local en ambos partidos

### Llave 2
|  | Cuartos de final     | Cuartos de final     | Cuartos de final     |    |              | Semifinales | Semifinales | Semifinales |  |  | Final                 | Final                 | Final                 |
|  | 4 al 7 de septiembre | 4 al 7 de septiembre | 4 al 7 de septiembre |    |              | septiembre  | septiembre  | septiembre  |  |  | 19 y 21 de septiembre | 19 y 21 de septiembre | 19 y 21 de septiembre |
|  |                      |                      |                      |    |              |             |             |             |  |  |                       |                       |                       |
|  | River Plate          | 85                   | 79                   |    |              |             |             |             |  |  |                       |                       |                       |
|  | Boca Juniors         | 89                   | 101                  |    |              |             |             |             |  |  |                       |                       |                       |
|  | Boca Juniors         | 89                   | 101                  |    | Boca Juniors | 81          | 84          |             |  |  |                       |                       |                       |
|  |                      |                      |                      |    | Boca Juniors | 81          | 84          |             |  |  |                       |                       |                       |
|  |                      | Obras Sanitarias     | 70                   | 64 |              |             |             |             |  |  |                       |                       |                       |
|  | Sionista             | Obras Sanitarias     | 70                   | 64 | 79           | 70          |             |             |  |  |                       |                       |                       |
|  | Sionista             |                      |                      |    | 79           | 70          |             |             |  |  |                       |                       |                       |
|  | Obras Sanitarias     | 87                   | 78                   |    |              |             |             |             |  |  |                       |                       |                       |
|  |                      |                      |                      |    |              |             |             |             |  |  | Boca Juniors          | 90                    | 104                   |
|  |                      |                      | Quimsa               | 88 | 86           |             |             |             |  |  |                       |                       |                       |
|  | Quimsa               | 89                   | 91                   |    |              |             |             |             |  |  |                       |                       |                       |
|  | Ben Hur              | 94                   | 82                   |    |              |             |             |             |  |  |                       |                       |                       |
|  | Ben Hur              | 94                   | 82                   |    | Quimsa       | 81          | 80          |             |  |  |                       |                       |                       |
|  |                      |                      |                      |    | Quimsa       | 81          | 80          |             |  |  |                       |                       |                       |
|  |                      | Asociación Mitre     | 70                   | 86 |              |             |             |             |  |  |                       |                       |                       |
|  | Asociación Mitre     | Asociación Mitre     | 70                   | 86 | 77           | 82          |             |             |  |  |                       |                       |                       |
|  | Asociación Mitre     |                      |                      |    | 77           | 82          |             |             |  |  |                       |                       |                       |
|  | Libertad             | 80                   | 78                   |    |              |             |             |             |  |  |                       |                       |                       |

Nota: el equipo ubicado en la primera línea ejerció la localía en el segundo partido. En la primera fase fue local en ambos partidos

### Llave 3
|  | Cuartos de final     | Cuartos de final     | Cuartos de final     |    |               | Semifinales            | Semifinales            | Semifinales            |  |  | Final                 | Final                 | Final                 |
|  | 5 al 7 de septiembre | 5 al 7 de septiembre | 5 al 7 de septiembre |    |               | 11 al 15 de septiembre | 11 al 15 de septiembre | 11 al 15 de septiembre |  |  | 19 y 21 de septiembre | 19 y 21 de septiembre | 19 y 21 de septiembre |
|  |                      |                      |                      |    |               |                        |                        |                        |  |  |                       |                       |                       |
|  | Quilmes AC           | 71                   | 73                   |    |               |                        |                        |                        |  |  |                       |                       |                       |
|  | Gimnasia (LP)        | 78                   | 75                   |    |               |                        |                        |                        |  |  |                       |                       |                       |
|  | Gimnasia (LP)        | 78                   | 75                   |    | Gimnasia (LP) | 76                     | 88                     |                        |  |  |                       |                       |                       |
|  |                      |                      |                      |    | Gimnasia (LP) | 76                     | 88                     |                        |  |  |                       |                       |                       |
|  |                      | Ferro (Bs As)        | 73                   | 78 |               |                        |                        |                        |  |  |                       |                       |                       |
|  | Echagüe              | Ferro (Bs As)        | 73                   | 78 | 67            | 58                     |                        |                        |  |  |                       |                       |                       |
|  | Echagüe              |                      |                      |    | 67            | 58                     |                        |                        |  |  |                       |                       |                       |
|  | Ferro (Bs As)        | 62                   | 84                   |    |               |                        |                        |                        |  |  |                       |                       |                       |
|  |                      |                      |                      |    |               |                        |                        |                        |  |  | Gimnasia (LP)         | 83                    | 84                    |
|  |                      |                      | Quilmes              | 78 | 63            |                        |                        |                        |  |  |                       |                       |                       |
|  | Estudiantes (BB)     | 84                   | 99                   |    |               |                        |                        |                        |  |  |                       |                       |                       |
|  | Quilmes              | 87                   | 109                  |    |               |                        |                        |                        |  |  |                       |                       |                       |
|  | Quilmes              | 87                   | 109                  |    | Quilmes       | 93                     | 95                     |                        |  |  |                       |                       |                       |
|  |                      |                      |                      |    | Quilmes       | 93                     | 95                     |                        |  |  |                       |                       |                       |
|  |                      | El Nacional (BB)     | 92                   | 71 |               |                        |                        |                        |  |  |                       |                       |                       |
|  | El Nacional (BB)     | El Nacional (BB)     | 92                   | 71 | 81            | 89                     |                        |                        |  |  |                       |                       |                       |
|  | El Nacional (BB)     |                      |                      |    | 81            | 89                     |                        |                        |  |  |                       |                       |                       |
|  | Peñarol              | 59                   | 79                   |    |               |                        |                        |                        |  |  |                       |                       |                       |

Nota: el equipo ubicado en la primera línea ejerció la localía en el segundo partido. En la primera fase fue local en ambos partidos

### Llave 4
|  | Cuartos de final           | Cuartos de final     | Cuartos de final     |    |                 | Semifinales            | Semifinales            | Semifinales            |  |  | Final                 | Final                 | Final                 |
|  | 5 al 7 de septiembre       | 5 al 7 de septiembre | 5 al 7 de septiembre |    |                 | 11 al 15 de septiembre | 11 al 15 de septiembre | 11 al 15 de septiembre |  |  | 19 y 21 de septiembre | 19 y 21 de septiembre | 19 y 21 de septiembre |
|  |                            |                      |                      |    |                 |                        |                        |                        |  |  |                       |                       |                       |
|  | Conarpesa PM               | 78                   | 84                   |    |                 |                        |                        |                        |  |  |                       |                       |                       |
|  | Gimnasia (CR)              | 79                   | 79                   |    |                 |                        |                        |                        |  |  |                       |                       |                       |
|  | Gimnasia (CR)              | 79                   | 79                   |    | Argentino (J)   | 79                     | 89                     |                        |  |  |                       |                       |                       |
|  |                            |                      |                      |    | Argentino (J)   | 79                     | 89                     |                        |  |  |                       |                       |                       |
|  |                            | Conarpesa (PM)       | 74                   | 88 |                 |                        |                        |                        |  |  |                       |                       |                       |
|  | Ciclista Juninense         | Conarpesa (PM)       | 74                   | 88 | 83              | 69                     |                        |                        |  |  |                       |                       |                       |
|  | Ciclista Juninense         |                      |                      |    | 83              | 69                     |                        |                        |  |  |                       |                       |                       |
|  | Argentino (J)              | 90                   | 82                   |    |                 |                        |                        |                        |  |  |                       |                       |                       |
|  |                            |                      |                      |    |                 |                        |                        |                        |  |  | Estudiantes (O)       | 74                    | 100                   |
|  |                            |                      | Argentino (J)        | 75 | 104             |                        |                        |                        |  |  |                       |                       |                       |
|  | Olimpia Mami               | 82                   | 64                   |    |                 |                        |                        |                        |  |  |                       |                       |                       |
|  | Estudiantes (O)            | 87                   | 82                   |    |                 |                        |                        |                        |  |  |                       |                       |                       |
|  | Estudiantes (O)            | 87                   | 82                   |    | Estudiantes (O) | 85                     | 81                     |                        |  |  |                       |                       |                       |
|  |                            |                      |                      |    | Estudiantes (O) | 85                     | 81                     |                        |  |  |                       |                       |                       |
|  |                            | Pico FC              | 71                   | 72 |                 |                        |                        |                        |  |  |                       |                       |                       |
|  | Independiente (Gral. Pico) | Pico FC              | 71                   | 72 | 76              | 84                     |                        |                        |  |  |                       |                       |                       |
|  | Independiente (Gral. Pico) |                      |                      |    | 76              | 84                     |                        |                        |  |  |                       |                       |                       |
|  | Pico FC                    | 85                   | 82                   |    |                 |                        |                        |                        |  |  |                       |                       |                       |

Nota: el equipo ubicado en la primera línea ejerció la localía en el segundo partido. En la primera fase fue local en ambos partidos

## Cuadrangular final
| Equipo        | PG | PP | TF  | TC  | Dif  |
| ------------- | -- | -- | --- | --- | ---- |
| Boca Juniors  | 3  | 0  | 267 | 255 | + 12 |
| Atenas        | 2  | 1  | 243 | 226 | + 17 |
| Argentino (J) | 1  | 2  | 231 | 247 | - 16 |
| Gimnasia (LP) | 0  | 3  | 255 | 268 | - 13 |

| Fecha            |               | Partido | Partido | Partido |               |
| ---------------- | ------------- | ------- | ------- | ------- | ------------- |
| 26 de septiembre | Boca Juniors  | 98      | -       | 97      | Gimnasia (LP) |
| 26 de septiembre | Atenas        | 79      | -       | 67      | Argentino (J) |
| 27 de septiembre | Atenas        | 85      | -       | 76      | Gimnasia (LP) |
| 27 de septiembre | Boca          | 86      | -       | 79      | Argentino (J) |
| 28 de septiembre | Gimnasia (LP) | 82      | -       | 85      | Argentino (J) |
| 28 de septiembre | Boca Juniors  | 83      | -       | 79      | Atenas        |

Boca Juniors

Campeón

Segundo título